# Лутеций
Лутеций е химичен елемент от периодичната система със символ Lu и атомен номер 71. Елементът е лантанид и се причислява към групата на редкоземните елементи. Един от радиоактивните му изотопи, 176Lu, се използва в ядрените технологии за определяне на възрастта на метеорити. Среща се заедно с елемента итрий и понякога се използва в метални сплави, като катализатор при различни химични реакции.

## Откриване
Лутецият е последният открит лантаноид, Неговото откритие е направено от френския химик Жорж Юрбен през 1907 г. Той нарича елемента лутеций от „Лутеция“ – древното латинско име на родния му град Париж (Lutecia Parisorum). Няколко месеца по-късно австрийският химик Карл Ауер фон Велсбах съобщава за откритието на 71-вия елемент и му дава названието „касиопея“, на името на съзвездието Касиопея. Независимо от тях, по същото време, американският химик Чарлс Джеймс получава лутециев оксид с висока чистота. И тримата използват итербий, за да отделят от него новия оксид. Фон Велсбах оспорва приоритета на Юрбен и до 1950 г. в немскоговорещите страни 71-вият елемент се нарича касиопиум със знак Cp. През 1949 г. Международната комисия по атомните тегла обявява официално названието на елемента лутеций и знак Lu.

## Разпространение
Лутецият е един от най-редките редкоземни елементи и се среща в минералите ксинотим и евксенит. Намира се и в минерала моназит, където съдържанието му е около 0,003% и се извлича като страничен продукт. Лутецият е намерен и в продуктите на ядреното делене на тежките ядра.

## Физични свойства
Металният лутеций кристализира в хексагонална плътно опакована система. Той е сребристосив и относително устойчив на въздух. Има най-висока точка на топене (1663 °C) и кипене (3393 °C), плътност и е най-твърдият от всички редкоземни метали. Атомното му тегло е 174,967 u.

### Изотопи
Природният лутеций има само два стабилни изотопа – 175Lu и 176Lu. Получени са изкуствено и са изучени 33 радиоактивни изотопа. 18 изотопа имат по един изомер, а 4 имат по два изотопа.

## Химични свойства
Лутецият проявява само трета валентност и неговият йон Lu3+ има най-малък радиус от всички лантаниди – 0,850 Å, следвайки правилото за „лантанидното свиване“. Електронната структура на лутеция е KLM4s24p64d104f145s25p65d16s2 – не се прибавя електрон към 4f-поднивото, а електронът отива в 5d-поднивото, което се среща само при някои от лантаноидите.

### Съединения
Лутецият образува флуорид, хлорид, бромид, йодид, оксид, сулфид и нитрид. От интерметалните съединения е известен лутециево-алуминиев гранат (Al5Lu3O12), от който могат да се правят лещи с висок пречупващ показател за литографията.

## Получаване
Чист лутеций се получава трудно, поради което е и един от най-рядко използваните и най-скъпите редкоземни метали. За отделянето му от другите редкоземни метали се използват йонообменни технологии, а металът се получава чрез терморедукция на безводни халогениди (LuCl3 или LuF3) с алкални или алкалоземни метали:
{\displaystyle {\ce {2LuCl3 + 3Ca -> 2Lu + 3CaCl2}}}.

## Приложение
Лутеций-177m се включва в хормон, който се прилага в радиотерапия на нервноендокринни тумори.
Поради дългия живот на 176Lu, той се използва за датиране на възрастта на съдържащи го метеорити.
Малки количества лутеций се добавят към гадолиниево-галиев гранат (GGG), който се използва в дублиращи магнитни памети. В петролната промишленост лутецият се използва като катализатор. Има и приложение в някои светодиоди.